# Lerista maculosa
Lerista maculosa este o specie de șopârle din genul Lerista, familia Scincidae, descrisă de Storr 1991. Conform Catalogue of Life specia Lerista maculosa nu are subspecii cunoscute.